# Horské kořeny
Horské kořeny je soubor tří povídek, které napsal Karel Václav Rais. Povídky jsou nazvané Pro číslo, Výprava z hor a Ta srdce. Autor v nich popisuje touhu po majetku a sobectví horských obyvatel. Kniha vyšla v roce 1892.

## Popis
V povídkách Pro číslo a Výprava z hor popisuje mravní občanské zásady obyvatel hor, jejich pevné národní uvědomění, sváry mezi členy rodiny a rozvraty sociálně nerovných manželství. Próza Ta srdce líčí nepochopení horských obyvatel k ženě s nemanželským dítětem. Pouze starý vdovec Józa Nepovím a jeho přítel jsou k dívce tolerantní a nemají vůči ní předsudky. Józova dobrota se projeví v tom, že se rozhodne ujmout dívky a tím jí zajistit slibnou budoucnost pro ni a její dítě, které následně přijímá za své. Stále zde tedy zůstává, stejně jako u Raisových ostatních děl, na prvním místě cit pro spravedlnost a morálku.
Vystupuje zde chudý a slabý lid, jehož hlas nemá téměř žádnou cenu, přesto jsou tito lidé stále aktivní, nezabředávají do apatie, naopak se snaží být podle svých vlastních možností užiteční a přispívat společnosti. V nich Rais spatřuje mravní základ národa. Autor zde demonstruje, jaké by měly být ideální mravní hodnoty každého jedince. Ideální hodnotou je pro něj mít srdce na pravém místě, být schopen soucitu s druhým člověkem a pomoci mu, i když společnost tohoto jedince již zavrhla. Předsudky autor odsuzuje. V povídce je například chválena žena, která vyrostla v neúplné rodině a nikdy nepoznala otce, za to, že se v dospělosti starala o svou starou matku, tchána i tchyni. Pro jeho povídkové soubory je charakteristické, že mravní založení postav nezobrazuje tím, co o sobě hrdinové říkají nebo jaké hodnoty vyznávají, ale to, jak jednají v běžném životě, zvláště pak v rodinném kruhu.